# Suru Suursoo

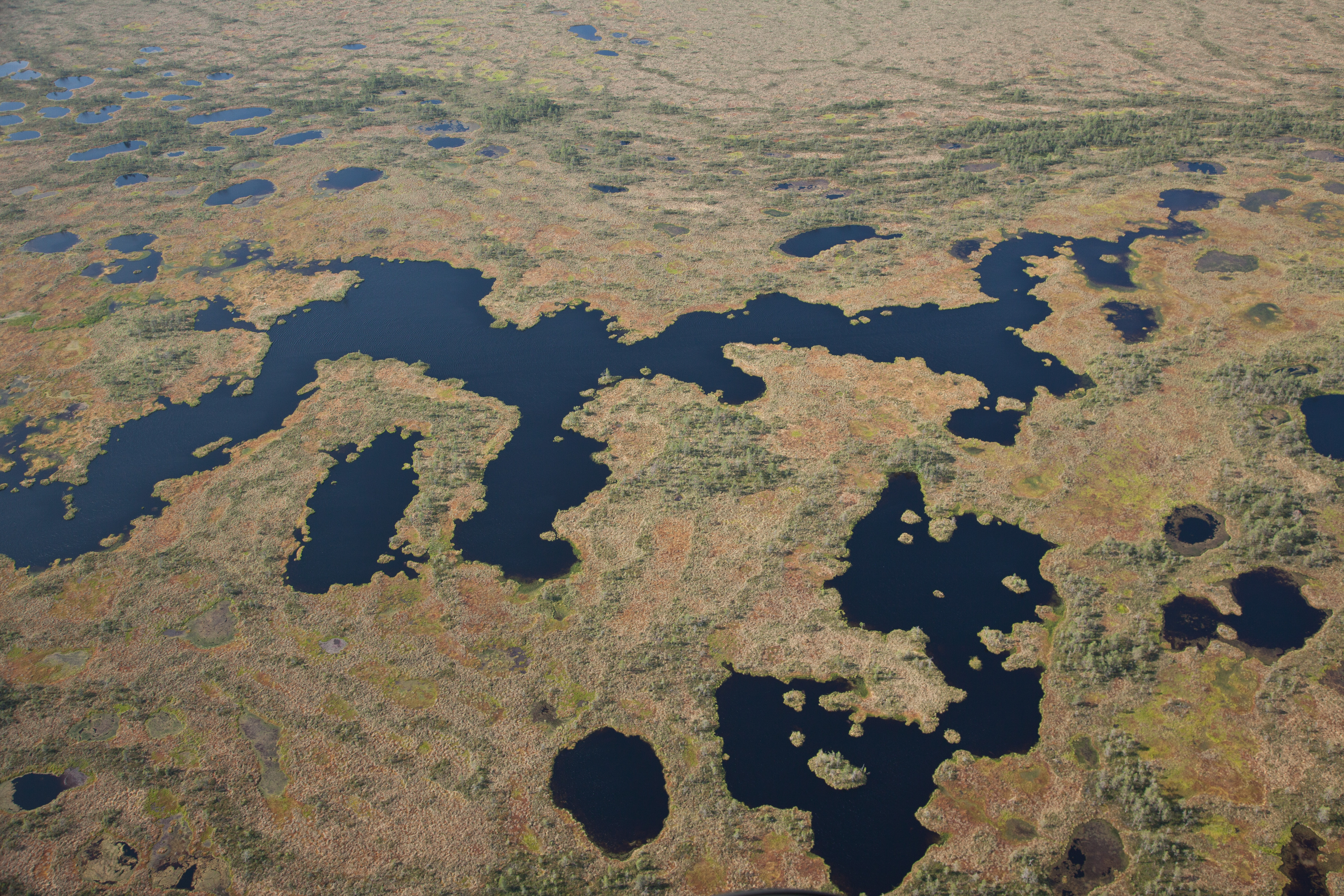
Suru Suursoo

Suru Suursoo é um paul no condado de Harju, na Estónia. O paul faz parte da Reserva Natural de Põhja-Kõrvemaa.
A área do paul é de 2557 hectares.